# Cerinomycetaceae
Cerinomycetaceae är en familj av basidiesvampar och utgör, tillsammans med Dacrymycetaceae ordningen Dacymycetales. Familjen beskrevs av den schweiziske mykologen Walter Jülich 1982 och omfattar de arter som har resupinat (skorplikt fastvuxen vid underlaget) fruktkropp inom Dacrymycetales. Familjen omfattar endast släktet Cerinomyces. Detta släkte har vid molekylärfylogenetiska studier visat sig vara polyfyletiskt med en klad väl skild från Dacrymycetaceae och en klad mitt inne bland denna familj. Nutida (2018) forskare anser att endast den väl skilda kladen skall räknas till Cerinomycetaceae och för de övriga arterna av Cerinomyces till Dacrymycetaceae. Släktskapsförhållandena är dåligt kända inom Dacrymycetales och någon revision av släktena, och därmed familjetillhörigheterna, har ännu inte gjorts (men är så klart att vänta).
Arterna lever saprotroft och orsakar brunröta på trä.